# Osmia nuda
Osmia nuda är en biart som beskrevs av Heinrich Friese 1899. Osmia nuda ingår i släktet murarbin, och familjen buksamlarbin. Inga underarter finns listade i Catalogue of Life.